# Kanton Lunas
Kanton Lunas (francouzsky Canton de Lunas) je francouzský kanton v departementu Hérault v regionu Languedoc-Roussillon. Tvoří ho 12 obcí.

## Obce kantonu
- Avène
- Le Bousquet-d'Orb
- Brenas
- Ceilhes-et-Rocozels
- Dio-et-Valquières
- Joncels
- Lavalette
- Lunas
- Mérifons
- Octon
- Romiguières
- Roqueredonde